# Rasmus Gaudin
Rasmus Gaudin (født 19. august 1995) er en dansk fodboldspiller, der spiller for Vanløse IF i 2. division.

## Baggrund
Rasmus Gaudin er i 2018 startet på cand.merc.-studiet i finansiering og regnskab på Copenhagen Business School.

## Karriere
Rasmus Gaudin fik sin fodboldopdragelse i Virum-Sorgenfri BK, inden han som 14-årig skiftede til Lyngby Boldklub. Her var han fast mand på det bedste U/15, U/17 og U/19-hold, men fik ikke tilbudt en attraktiv kontrakt da han rykkede op som senior.
I stedet gik han tilbage til sin barndomsklub, hvor han spillede for klubbens danmarksseriehold, inden han i 2017 skiftede til Vanløse i 2. division.

## Landsholdskarriere
Den 4. september 2018 blev Rasmus Gaudin af DBU udtaget til Danmarks midlertidige herrelandshold op til en testkamp mod Slovakiet den 5. september. Landsholdet blev primært sammensat af spillere fra 2. division og Danmarksserien som følge af en igangværende konflikt mellem Spillerforeningen og DBU.